# Le Timbre-Poste
«Le Timbre-Poste» (в переводе с фр. — «Почтовая марка») — первый ежемесячный филателистический журнал на французском языке, издававшийся Жаном-Батистом Моэнсом в Брюсселе с 1863 года по 1900 год.

## История
Ж.-Б. Моэнс начал публиковать первый филателистический ежемесячник на французском языке, «Le Timbre-Poste», с февраля 1863 года.
В 1879 году, начиная с 17-го тома, стало издаваться приложение к журналу — «Le Timbre Fiscal» («Фискальная марка»). Это приложение полностью вошло в состав журнала с января 1897 года, когда сам журнал был переименован в «Le Timbre-Poste et Le Timbre Fiscal».
После выхода Моэнса на пенсию в 1900 году выяснилось, что за большую часть литературного контента «Le Timbre-Poste» фактически отвечал его родственник, Луи Франсуа Ансио.
Журнал выпускался до 1900 года.